# Индийско-ланкийские отношения
Индийско-ланкийские отношения — двусторонние дипломатические отношения между Индией и Шри-Ланкой, которые были установлены в 1948 году. Двусторонние отношения между Демократической Социалистической Республикой Шри-Ланка и Республикой Индией являются вполне доброжелательными, но были несколько омрачены во время гражданской войны на Шри-Ланке в связи с неспособностью индийских миротворческих сил положить конец войне. Индия является единственным соседом Шри-Ланки, разделённым с ней Полкским проливом; обе страны занимают стратегическое положение в Южной Азии и стремятся построить общую систему безопасности в Индийском океане. Эти страны схожи исторически и культурно, 70 % населения Шри-Ланки исповедуют буддизм Тхеравады.

## Индийское вмешательство в гражданскую войну на Шри-Ланке
В 1970—1980-х годах частные лица и работники правительства индийского штата Тамил Наду, как считается, помогали финансово и оказывали помощь в обучении Тигров освобождения Тамил-Илама (ланкийской сепаратистской повстанческой организации). В 1987 году, столкнувшись с растущим недовольством среди индийских тамилов и потоком беженцев, Индия решила вмешаться в конфликт на Шри-Ланке. Индия выступила посредником между Шри-Ланкой и ТОТИ. Мирное соглашение предусматривало создание определённой региональной автономии в районах проживания тамилов, создание управляющего областного совета и разоружение тамильских боевиков. Далее Индия направила на остров свои миротворческие силы для того, чтобы обеспечить исполнение мирного соглашения сторонами. Данное соглашение было подписано между правительствами Шри-Ланки и Индии, а Тамильские тигры и других тамильские группы боевиков не сыграли определённой роли в подписании документа. Большинство групп боевиков приняли это соглашение, а ТОТИ отвергли, так как они выступали против кандидата на должность главного административного должностного лица в населённых тамилами провинциях, который принадлежал к другой военизированной группировке. Вместо него ТОТИ предложили трёх других кандидатов на эту должность. Кандидаты предложенные ТОТИ были отвергнуты Индией, и Тигры освобождения Тамил Илама отказались сдать оружие индийским миротворцам.
В результате между ТОТИ и индийской армией начался вооружённый конфликт, повстанцы начали атаковать индийских миротворцев. Правительство Индии решило попробовать разоружить ТОТИ силой, и индийская армия произвела ряд нападений на повстанцев. Жестокость этой военной кампании и последующие операции индийской армии в борьбе с ТОТИ сделали индийские войска крайне непопулярными среди многих тамилов в Шри-Ланке. В результате этого конфликта погибло более 1000 индийских солдат. В марте 1990 года индийские войска покинули остров по просьбе президента Шри-Ланки Ранасингхе Премадаса. 21 мая 1991 года Раджив Ганди был убит ТОТИ, а в 1992 году Индия объявила ТОТИ террористической организацией. В 1990-х годах двусторонние отношения улучшились, и Индия поддерживала мирный процесс на острове, но отказывалась отправить миротворцев снова. Индия также подвергала критике обширное военное вмешательство Пакистана в конфликт, обвиняя его в поставках оружия и поощрении правительства Шри-Ланки проводить военные действия, а не проведению мирных переговоров по прекращению гражданской войны.

## Коммерческие связи
С 2000 года товарооборот между странами вырос на 128 % к 2004 году и в четыре раза к 2006 году, достигнув 2,6 млрд долларов США. С 2000 по 2004 г. экспорт Индии в Шри-Ланку увеличился на 113 %, с 618 миллионов долларов США до 1 млрд 319 млн долларов, а экспорт Шри-Ланки в Индию вырос на 342 %, с 4 млн до 194 млн долларов США. На индийский экспорт приходится 14 % от всего импорта Шри-Ланки. Индия также является пятым по величине экспортным рынком для Шри-Ланки, на который приходится 3,6 % всего экспорта. В 2010 году экспорт Шри-Ланки в Индию увеличился на 45 %.